# Льюїсвілл (Техас)
Льюїсвілл (англ. Lewisville) — місто (англ. city) в США, в округах Дентон і Даллас штату Техас. Населення — 111 822 особи (2020).

## Географія
Льюїсвілл розташований за координатами 33°2′48″ пн. ш. 96°58′55″ зх. д. / 33.04667° пн. ш. 96.98194° зх. д. (33.046551, -96.981826).  За даними Бюро перепису населення США в 2010 році місто мало площу 110,00 км², з яких 94,27 км² — суходіл та 15,73 км² — водойми.

### Клімат
| Клімат : Льюїсвілл        | Клімат : Льюїсвілл | Клімат : Льюїсвілл | Клімат : Льюїсвілл | Клімат : Льюїсвілл | Клімат : Льюїсвілл | Клімат : Льюїсвілл | Клімат : Льюїсвілл | Клімат : Льюїсвілл | Клімат : Льюїсвілл | Клімат : Льюїсвілл | Клімат : Льюїсвілл | Клімат : Льюїсвілл | Клімат : Льюїсвілл |
| Показник                  | Січ.               | Лют.               | Бер.               | Квіт.              | Трав.              | Черв.              | Лип.               | Серп.              | Вер.               | Жовт.              | Лист.              | Груд.              | Рік                |
| Абсолютний максимум, °C   | 32,2               | 35,6               | 37,2               | 38,9               | 41,7               | 42,2               | 45,0               | 45,0               | 43,9               | 39,4               | 37,2               | 31,7               | 45,0               |
| Середній максимум, °C     | 11,8               | 15,1               | 19,6               | 23,6               | 27,6               | 31,8               | 34,5               | 34,2               | 30,1               | 24,6               | 17,8               | 13,3               | 23,7               |
| Середня температура, °C   | 5,9                | 8,9                | 13,3               | 17,4               | 22,0               | 26,2               | 28,7               | 28,2               | 24,2               | 18,5               | 12,0               | 7,4                | 17,8               |
| Середній мінімум, °C      | 0,0                | 2,7                | 7,0                | 11,3               | 16,3               | 20,6               | 22,8               | 22,2               | 18,3               | 12,4               | 6,1                | 1,6                | 11,8               |
| Абсолютний мінімум, °C    | −19,4              | −18,9              | −15                | −5                 | 1,7                | 8,9                | 10,6               | 11,1               | 2,2                | −8,9               | −12,2              | −17,8              | −19,4              |
| Норма опадів, мм          | 49                 | 65                 | 72                 | 84                 | 137                | 84                 | 64                 | 57                 | 85                 | 122                | 73                 | 68                 | 960                |
| Днів з опадами            | 6,7                | 6,1                | 7,0                | 7,1                | 8,4                | 6,4                | 4,4                | 4,7                | 5,8                | 6,8                | 6,8                | 6,5                | 76,7               |
| Днів зі снігом            | ,4                 | ,2                 | ,1                 | 0                  | 0                  | 0                  | 0                  | 0                  | 0                  | 0                  | ,1                 | ,2                 | 1                  |
| ------------------------- | ------------------ | ------------------ | ------------------ | ------------------ | ------------------ | ------------------ | ------------------ | ------------------ | ------------------ | ------------------ | ------------------ | ------------------ | ------------------ |
| Джерело: NOAA (1971–2000) |                    |                    |                    |                    |                    |                    |                    |                    |                    |                    |                    |                    |                    |

## Демографія
Згідно з переписом 2010 року, у місті мешкало 95 290 осіб у 37 496 домогосподарствах у складі 23 047 родин. Густота населення становила 866 осіб/км².  Було 39967 помешкань (363/км²).
Расовий склад населення:
| - 65,3 % — білих - 11,2 % — чорних або афроамериканців - 7,8 % — азіатів - 0,7 % — корінних американців - 0,1 % — вихідців з тихоокеанських островів - 11,8 % — осіб інших рас |

До двох чи більше рас належало 3,2 %. Частка іспаномовних становила 29,2 % від усіх жителів.
За віковим діапазоном населення розподілялося таким чином: 25,7 % — особи молодші 18 років, 67,8 % — особи у віці 18—64 років, 6,5 % — особи у віці 65 років та старші. Медіана віку мешканця становила 30,9 року. На 100 осіб жіночої статі у місті припадало 97,5 чоловіків;  на 100 жінок у віці від 18 років та старших — 94,4 чоловіків також старших 18 років.
Середній дохід на одне домашнє господарство  становив 69 448 доларів США (медіана — 57 267), а середній дохід на одну сім'ю — 78 464 долари (медіана — 67 146). Медіана доходів становила 44 876 доларів для чоловіків та 40 482 долари для жінок. За межею бідності перебувало 10,7 % осіб, у тому числі 18,1 % дітей у віці до 18 років та 4,7 % осіб у віці 65 років та старших.
Цивільне працевлаштоване населення становило 55 926 осіб. Основні галузі зайнятості: освіта, охорона здоров'я та соціальна допомога — 18,0 %, науковці, спеціалісти, менеджери — 13,6 %, роздрібна торгівля — 13,3 %.